# Épinay-sur-Odon
Épinay-sur-Odon é uma comuna francesa na região administrativa da Normandia, no departamento Calvados. Estende-se por uma área de 11,68 km². Em 2010 a comuna tinha 632 habitantes (densidade: 54,1 hab./km²).